# VERTREP

Um helicoptero pegando suprimentos em uma manobra de VERTREP.

VERTREP é uma abreviação de "Vertical Replenishment" (ou reabastecimento vertical, em português) que se refere a um método de reabastecimento de suprimentos de embarcações marítimas. Na VERTREP, o reabastecimento é feito por meio de helicópteros, que transportam cargas suspensas por cabos diretamente do navio de apoio ao navio receptor, sem a necessidade de aterrissagem.
Esse método é particularmente útil em situações em que as condições do mar não permitem que os navios se aproximem uns dos outros, ou quando há limitações de espaço no convés. A VERTREP também é usada para transportar pessoal, suprimentos, equipamentos e munições para navios em operações militares ou em missões de ajuda humanitária.
A VERTREP é uma técnica avançada que requer treinamento especializado para a tripulação do navio e dos helicópteros, além de um planejamento cuidadoso e coordenação entre os diferentes membros da equipe.

## História
A Sexta Frota dos Estados Unidos desenvolveu rotinas de VERTREP em 1962 com helicópteros SH-3 Sea King operando a partir do USS Mississinewa AO-144/6 e do USS Altair AKS-32 62. Cada navio transportava um SH-3. Naquela época, havia alguma antecipação de que os navios movidos a energia nuclear poderiam reduzir a necessidade de reabastecimento ao lado. O USS Altair realizou o primeiro VERTREP noturno para um porta-aviões em 1965.
Os procedimentos modernos de VERTREP da Marinha dos Estados Unidos foram iniciados a partir do USS Sacramento em novembro de 1964. O Sacramento embarcou dois helicópteros CH-46 Sea Knight para permitir a transferência simultânea de munição por helicóptero enquanto os combustíveis eram bombeados através de conexões convencionais de mangueira ao lado. A munição poderia ser entregue a outros navios a até 100 milhas de distância do Sacramento. Os navios receptores têm maior liberdade de manobra durante o VERTREP do que as transferências convencionais ao lado; e a perda de tempo é mínima em comparação com manobras de lado e montagem de linhas de transferência. Um VERTREP da Guerra Fria foi realizado enquanto o destróier dos Estados Unidos recebia contato com um submarino soviético.

## Métodos de transferência de carga
Os helicópteros VERTREP são equipados com um gancho de carga a partir do qual podem ser suspensas tanto lingas de munição especiais quanto redes de carga convencionais para cargas menos sensíveis. Uma carga normal é de dois a quatro paletes, dependendo do peso. A carga é posicionada no convés do navio receptor pela diminuição gradual do helicóptero de um pairado alto, e a carga pode ser liberada manualmente por um tripulante do helicóptero posicionado para observar a carga.
Em outubro de 2020, a Marinha dos Estados Unidos demonstrou a capacidade de reabastecer seu submarino de mísseis balísticos USS Henry M. Jackson no mar usando um drone, um C-17 Globemaster, um MH-60R Sea Hawk e um MV-22B Osprey.

## Taxa de transferência
Navios sem grandes convés de voo ou equipamentos de suporte como empilhadeiras muitas vezes não conseguem desmontar cargas paletizadas e transferi-las do convés receptor tão rapidamente quanto o helicóptero pode entregar outra carga. Navios de suprimento VERTREP que carregam mais de um helicóptero podem simultaneamente fazer entregas para vários navios de um grupo de tarefas. Alimentos podem ser manuseados um pouco mais rapidamente do que munições devido às considerações de segurança reduzidas.

## Limitações
As capacidades de elevação dos helicópteros são reduzidas por condições adversas de vento ou alta temperatura ou umidade. O pré-carregamento de paletes é necessário para transferência rápida e requer conhecimento prévio das condições climáticas e cuidados especiais para garantir que os itens leves não sejam expulsos dos contêineres. Embora seja popular no uso, a VERTREP é considerada relativamente perigosa (em comparação com outros métodos de reabastecimento) porque envolve perigo para o pessoal de carregamento devido ao helicóptero e à carga, e, por sua vez, potenciais riscos para o helicóptero devido a danos causados por objetos estranhos (FOD).